# 스트라이크 더 블러드
《스트라이크 더 블러드》(일본어: ストライク・ザ・ブラッド 스토라이쿠 자 부랏도[*], Strike the Blood)는 미쿠모 가쿠토가 글을 쓰고 마냐코가 일러스트를 그린 일본의 라이트 노벨이다. 약칭은 스토부라(ストブラ). 전격 문고(KADOKAWA)에서 2011년 5월부터 2022년 6월까지 간행했다. 2020년 8월 시점에서 시리즈 누계 발행 부수는 320만 부를 기록했다.
《월간 코믹 전격 대왕》 2012년 8월호부터 2017년 2월호까지 TATE에 의한 코믹화 《스트라이크 더 블러드》가 연재되었다. 또한 《전격 문고 MAGAZINE》 2016년 11월호부터 2019년 8월호까지 아카리 류류우에 의한 코믹화 《스트라이크 더 블러드 여기는 사립 사이카이 학원 중등부》가 연재되었다.
2013년 3월에 TV 애니메이션화가 발표되어 같은 해 10월부터 다음 해 3월까지 방송되었다. 그 후도 원작 최종권까지가 OVA화되었다.

## 줄거리
전설 속에만 존재한다고 여겨진 세계 최강의 흡혈귀 '제4진조'가 일본에 출현한다. 정부의 사자왕 기관은 제4진조를 감시·말살하기 위해 '검무' 견습생인 히메라기 유키나를 파견한다. 분부에 상응한 임무와 그 구체적인 내용에 당황하면서도 유키나는 마족 특구 '이토가미 섬'을 방문해 섬 내에 있는 사립 아야카이 학원 중등부의 3학년 클래스에 편입 한다.
유키나의 감시 대상인 아카츠키 코죠는, 이 학원의 고등부에 다니는 학생이지만, 3개월전에 선대의 제4진조 아브로라 프로레스티나로부터 능력을 계승한지 얼마 안된, 신미의 제4진조였다. 아카츠키 가 옆으로 이사한 유키나는, 코죠을 경계하면서도 그 사람과 접해 가면서, 다양한 상대와의 싸움 속에서 제4진조라는 존재의 의미, 잃어버린 과거, 그리고 그 핵심인 성섬을 알게 된다.

## 등장인물

### 주요 인물
아카츠키 코죠(暁 古城)
성우 - 호소야 요시마사, 타무라 무츠미(어린 시절)
본작의 주인공. 세계 최강의 흡혈귀 '제4진조'인 소년. 사이카이 학원 고등부 1학년 B반.
원래는 지극히 평범한 인간이었지만, 본편 약 3개월 전에 선대의 '제4진조' 아브로라로부터 그 능력을 계승하게 된다. 당초, 그 때의 기억은 봉해져 있어, 기억하려고 하면 심한 고통에 사로잡혔지만, 후에 아브로라로 변장한 자다와의 전투나 그 직후에 받은 감옥 결계에서의 마도서 "No.14"의 기억의 추가 체험으로 단편적으로 기억을 되찾았다.
넷째 진조가 되기 4년 전 여동생인 나기사와 함께 참여한 '12번째 요정의 구' 발굴에서 흑사황파 테러리스트들의 습격을 당했고, 나기사를 돕기 위해 순간적으로 자신의 피를 바쳐 아브로라의 "피의 종자"가 되어 결과적으로 목숨을 건졌다. 1년 전 시점에서 그와 관련된 기억이 없고 육체적인 변화도 전무했지만, 아브로라가 각성한 후에는 제4진조의 "피의 종자"로서의 능력이 높아져 "원초의 아브로라"를 쓰러뜨렸을 때 제4진조의 모든 힘을 아브로라로부터 부여받았다.
히메라기 유키나(姫柊 雪菜)
성우 - 타네다 리사
본작의 히로인 중 한 명.키 156cm.쓰리 사이즈는 B76 (C60)-W55-H78 생일은 1월 7일.
코죠을 감시, 경우에 따라서는 말살하기 위해 사자왕 기관에서 파견된 견습 '검무' 소녀. 임무를 다하고자 코죠 아파트 옆방으로 이사해 사이카이 학원 중등부 3학년에 전입한 결과 남학생들의 팬클럽이 생길 정도로 인기가 높다.
결정적인 대사는 코죠에 이어 말하는 '아니요, 선배. 우리의 성전(싸움)입니다!'
아이바 아사기(藍羽 浅葱)
성우 - 세토 아사미
본작의 히로인 중 한 명.키 160cm.쓰리사이즈는 B83-W57-H82. 생일은 8월23일.
코죠의 친구. 겐진시 평의원을 하고 있는 아버지와 계모, 대학생 누나 이렇게 4명이 살고 있다. 친모는 몇 년 전에 타계했다. 금발과 청록색 귀걸이가 특징인 화려한 풍모지만 금발은 검은 머리를 염색했을 뿐 나츠키에게는 보기만 해도 만년 처녀라는 평을 듣는다. 코죠과 만났을 때는 염색하기 전의 수수한 모습이었고, 코죠의 말이 계기가 되어 지금의 외모가 되었다(그러나 나중에 코죠으로부터는 평소 얌전히 있으면 인기가 많을 것 같다는 말을 들었다).
천재적인 솜씨를 가진 프로그래머로서 "전자의 여제"라는 별명을 가지지만, 아사기 자신은 그것을 부끄럽게 여기고 눈앞에서 불리는 것을 극단적으로 싫어한다. 그 능력을 사들여 인공섬관리공사에서 아르바이트도 했고 유사시 끌려가기 때문에 코죠가 관련된 사건에 프로그래머로 휘말리는 일이 계속되었다.
히라사카 사야카(煌坂 紗矢華)
성우 - 하야마 이쿠미
본작의 히로인 중 한 명.키는 169cm.쓰리사이즈는 B88-W58-H85.
유키나의 전 룸메이트이자 사자왕 기관의 무위원. 갈색 머리를 포니테일로 묶은 스타일 좋은 장신의 소녀지만 본인은 장신이 콤플렉스다.
아카츠키 나기사(暁 凪沙)
성우 - 히다카 리나
코죠의 여동생. 친할머니가 무당, 어머니 미모리가 과적응자이기 때문에 그 양쪽 소양을 겸비한 희귀한 혼성능력자이기도 하고 과거에는 그 재능을 예상하여 아버지 가죠의 일도 도왔다.
현재는 부모님이 거의 귀가하지 않아 실질적으로 코죠와의 둘이 살고 있다. 그래서 집안일을 거의 단독으로 할 수 있고, 특히 요리 솜씨는 높다. 성격은 친근하고 매우 수다스러우며, 마음에 드는 상대에 대해서는 감정이 격앙되면 상대가 압도당할 정도로 지껄여 버린다. 오빠와 부모를 코죠 군,  가죠 군, 미모리 짱으로 부른다.
야제 모토키(矢瀬 基樹)
성우 - 오사카 료타
코죠의 친한 친구. 아사기와는 유치원 때부터 소꿉친구. 정성들여 곤두세운 갈색 머리와 항상 목에 헤드폰을 끼고 있고, 경박해 보이고 세심한 배려가 뛰어나다. 야제 가문은 마족특구 성립에도 관여한 대재벌로 다양한 커넥션을 가지고 있다.

### 이토가미 섬

#### 사이카이 학원
미나미야 나츠키(南宮 那月)
성우 - 카네모토 히사코
사이카이 학원의 여교사. 고등부 1학년 B반 담임. 담당과목은 영어. 국가공마관 자격을 갖춘 자칭 26세.
나이에 걸맞지 않게 어린 여자로 착각할 정도로 젊고 몸집이 작아 학생들은 흔히 나츠키 짱이라고 부르는데 이때는 교사를 짱을 붙여서 부르지 말라며 닫힌 부채나 우산으로 머리를 때린다. 성격은 오만불손하며 버틀러나 라폴리아 등 권력자에 대해서도 태도를 잃지 않는다.주 위의 기온이나 습도에 일절 관계없이 항상 프릴이 많이 사용된 드레스를 태연히 입고 있다.
아스타르레(アスタルテ)
성우 - 이구치 유카
파란 머리를 가진 소녀의 모습을 한 인공 생명체(호문쿨루스). 무표정하고 기계적인 말투로 대화한다.
카나세 카논(叶瀬 夏音)
성우 - 이토 카나에
본작의 히로인 중 한 명. 키 158cm.쓰리 사이즈는 B79-W56-H80.
나기사의 친구. '입니다'라고 말해야 할 어미를 '였습니다'라고 과거형으로 말하는 독특한 어조로 대화한다. 자신이 자란 수도원 터에서 길고양이들을 키울 정도의 다정함과 미소녀 모습으로 중등부 성녀로 불린다.
츠키시마 린(築島 倫)
성우 - 모치즈키 레이
아카츠키 코죠의 클래스의 반장. 아사기의 친구. 통칭「오린(お倫)」.
아사기가 코죠를 좋아한다는 걸 알고 도와준다.
사사사키 미사키(笹崎 岬)
성우 - 카야노 아이
사이카이 학원 중등부 여교사로, 유키나의 반 담임.

#### 그 외
모그와이(モグワイ)
성우 - 카와다 신지
이토가미 섬의 도시기능을 제어하는 슈퍼컴퓨터 5기의 아바타인 인공 지능. 아사기를 아가씨라고 부른다.
리디안느 디디에(リディアーヌ・ディディエ)
성우 - 쿠노 미사키
아사기와 마찬가지로 인공섬관리공사에 고용된 프리랜서 프로그래머. 전차 탑승자(戦車乗り)라고 불린다.
야제 카즈마(矢瀬 幾磨)
성우 - 카사마 준
모토키의 10세 위의 이모형. 인공섬관리공사의 관계자이며, 모토키에게 코죠의 감시를 명한다.
에구치 유메(江口 結瞳)
성우 - 토야마 나오
본작의 히로인 중 한 명. '릴리스'라고 불리는 세계 최강의 서큐버스, 서큐버스로서의 힘을 안정시키기 위해 '리루'라고 하는 인격을 심고 있다.
아카츠키 레이나(暁 零菜)
성우 - 아스미 카나
2세대 뱀파이어 소녀로 유키나와 닮은 외모를 하고 있다.
정체는 코죠와 유키나의 딸이며 시간전이술식을 이용해 20년 후의 세계에서 왔다.
아카츠키 모에기(暁 萌葱)
성우 - 츠다 미나미
2세대 뱀파이어 소녀로 20년 후 세계에서 왔다.

### 사자왕 기관 관계자
엔도 유카리(縁堂 縁)
성우 - 이노우에 키쿠코(본래 모습), 사이토 키미코(고양이 모습)
장명종(엘프)의 여성으로, 유키나와 사야카의 스승이다.
정적을 부수는 자(페이퍼 노이즈)/시즈카 코요미(緋稲 古詠)
성우 - 우에다 카나
사자왕 기관의 장로 "삼성"의 장.18세.
하바 유이리(羽波 唯里)
성우 - 센본기 사야카
사자왕 기관의 검무. 유키나보다 1살 연상으로, 그녀를 윳키라고 부른다.
히가와 시오(斐川 志緒)
성우 - 혼도 카에데
사자왕 기관의 "무위원". 유키나보다 1살 연상으로 유이리와 콤비를 이룬다.
쿠라키 시로나(闇 白奈)
성우 - 사토 사토미
사자왕 기관의 장로 "삼성" 중 한 명.

### 알데이기아 왕국
라 포리아 리하바인(ラ・フォリア・リハヴァイン)
성우 - 오오니시 사오리
본작의 히로인 중 한 명. 알데이기아 왕국의 제1공주. 17세. 왕가 유래의 높은 영적 자질을 가지는 것 외에 본래라면 대형의 정령로가 필요한 의사성검 "베룬도 시스템"을 단독으로 발동시키는 등, 보통 공마사를 능가하는 실력도 가진다.
유스티나 카타야(ユスティナ・カタヤ)
성우 - 이이다 유우코
기사단의 요격기사.
루카스 리하바인(ルーカス・リハヴァイン)
성우 - 이나다 테츠
알데이기아 왕국의 현 국왕으로 라 포리아의 아버지. 알데이기아의 전군통수권을 가진다.
포리포니아 리하바인(ポリフォニア・リハヴァイン)
성우 - 노토 마미코
라 포리아의 어머니.

### 메이거스 크래프트 관계자
카나세 켄세이(叶瀬 賢生)
성우 - 아오야마 유타카
카논의 양아버지(혈육상은 큰아버지)로 메이거스 크래프트에 근무하는 전직 달데이기아 왕궁 궁정마도기사. 비참한 반생을 보내온 카논은 보다 고차원의 존재가 되는 것이 행복하다고 생각해 그녀를 모조천사(엔젤포우)로 바꾸려고 계획했지만 코죠의 방해를 받아 실패한다.
베아트리스 바스라(ベアトリス・バスラー)
성우 - 아라이 사토미
메이거스 크래프트에 고용된 미모의 여자 흡혈귀로 제3진조 혼돈의 황녀의 후예이기도 하다. 로우에게서는 BB라고 불린다.
로우 키리시마(ロウ・キリシマ)
성우 - 하야시 유우키
메이거스 크래프트에 고용된 비행기 조종사.

### LCO
토코요기 유마(仙都木 優麻)
성우 - 우치야마 유미
본작의 히로인 중 한 명. 코죠의 10년 지기 소꿉친구로 보이시한 보쿠소녀. 할로윈 페스타 구경을 위해 이토가미 섬을 찾는다.
토코요기 아야(仙都木 阿夜)
성우 - 타카하시 미카코
유마의 어머니로 LCO를 통솔하는 "서기(노탈리아)의 마녀". 마술이나 마족의 존재 자체를 의문시하고 마도서로 세계를 고쳐 쓰자고 계획한다. "서기의 마녀"의 아명대로 마도서를 복제할 수 있어 마도서의 내용은 물론 마도서가 가지고 있는 능력·마성·저주를 완벽하게 복제하고, 설령 마도서 본체가 물리적으로 폐각되더라도 내용만 기억하면 채해학원 건물 벽면을 페이지 대신하는 등 복원이 가능하다.
에마 메이야, 옥타비아 메이야
성우 - 사쿠라이 하루미(에마 메이야), 아사쿠라 아즈미(옥타비아 메이야)
검은 드레스를 입는 언니 에마 메이어, 빨간 드레스를 입는 여동생 옥타비아 메이어의 비혈연 자매.

### 감옥결계의 탈옥수
키리가 기리카(キリガ・ギリカ)
성우 - 야스무라 마코토
화염 정령을 자신에게 담아 사역하는 정령 소환사 노인.
지리오라 기라루티(ジリオラ・ギラルティ)
성우 - 히카사 요코
혼돈의 황녀"의 계통에 이어지는, "구세대"의 흡혈귀. 고급 창녀로 알려져 있었지만, 다양한 범죄에 손을 물들인 것이 발각되어 체포된다.
부르드 단불그라프(ブルード・ダンブルグラフ)
성우 - 하마다 켄지
서구 교회에 고용되어 있던 전직 용병. 용살한 가문의 후예로 생신으로 권수를 베어 엎드리는 등 매우 높은 전투력을 지녔다.
슈트라 D(シュトラ・D)
성우 - 무라타 타이시
미대륙 고지에서 살아남았던 천부의 후예로 등에 발생시킨 부완에서 바람의 칼날을 뿜어내는 능력을 지녔다.
실크햇의 신사.
성우 - 야나기타 준이치
본명 불명의 마도사.

### 연금술사
니나 아데라드(ニーナ・アデラード)
성우 - 나카하라 마이
아마츠카 코우(天塚 汞)
성우 - 카지 유우키
"현자"를 부활시키기 위해 행동하던 마술사 모습의 연금술사.
"현자"(와이즈맨)
성우 - 타케토라
연금술사가 신을 창조하려고 만들어낸, "완전한 인간"이라고 칭해지는 존재.

### 제4진조
아브로라 프로레스티나
성우 - 이시하라 카오리
선대의 넷째 진조 중 한 명. 무지개 머리에 화염의 눈동자를 가진 소녀. 시신은 현재까지 MAR에 의해 잠자는 공주라는 계획으로 은닉되어 보관되고 있었다.

### 태사국
키사키 키리하(妃崎 霧葉)
성우 - 후지이 유키요
태사국의 공마사로, 검은 머리의 소녀.
아라시마 사미(荒島早海)
성우 - 하세가와 이쿠미
태사국의 마도기사로 키리하의 짝꿍이기도 하다.

### 아카츠키 가
아카츠키 가죠(暁 牙城)
성우 - 카세 야스유키
코죠와 나기사의 아버지. '성섬'을 전문적으로 연구하고 있는 고고학자로 여러 위험한 유적에서 단독으로 생환함으로써 '사도귀'라는 별명이 붙었다.
아카츠키 미모리(暁 深森)
성우 - 코바야시 사나에
코죠와 나기사의 어머니. MAR 의료부문 주임연구원.임상마도의사 자격증을 갖고 의료계의 접촉감응 능력을 이용한 진료 솜씨는 확실한 반면 연구소 게스트하우스를 사물화해 어지럽힌 채 일주일 가까이 숙식하거나 당당하게 동성 성추행에 이르는 등 성격과 생활능력에 문제를 안고 있다.
아카츠키 히사노(暁 緋紗乃)
성우 - 코미야 카즈에
가죠의 어머니로 코죠와 나기사의 친할머니.

### 전왕 영역
키이 줄란 발라다
성우 - 코야스 타케히토
제1진조 "망각의 전왕" (로스트 워로드)
동유럽의 세계에서 가장 오래된 밤 제국 '전왕영역'을 지배하는 진조, 190cm가 넘는 장신에 날씬하면서도 근육질의 몸을 한 스포츠맨이나 군인 같은 인상을 가진 20대 중반 외모의 남성.
자나 라슈카
성우 - 타네자키 아츠미
키이의 피의 반려.
디미트리 버틀러
성우 - 오노 유키
전왕 영역을 구성하는 자치령의 하나 아르데아르 공국의 군주로 제1진조의 신하. 외모는 20대 전반의 청년이지만, "구세대"의 흡혈귀 때문에, 실제 연령은 불명. 지금까지 '장로'를 2명 먹었기 때문에, 진조에 가장 가까운 존재로 평가되고 있으며, 동속 먹거리 전투광으로서 유럽의 마족들로부터 두려움을 받고 있다.
토비아스 자강
성우 - 야나기타 준이치
버틀러의 측근인 귀족 흡혈귀.
베레쉬 아라달
성우 - 후루카와 마코토
전왕 영역 제국 평의회 의장으로 버틀러와 맞먹는 힘을 가진 실력자.

### 멸망의 왕조
어스와드 구울 아지즈
성우 - 이토 시즈카
제2진조 멸망의 눈동자
중동 밤의 제국 멸망의 왕조 황제의 진조. 공적으로 알려진 3명의 진조 중에서도 가장 수수께끼가 많고, 자신의 혈족의 귀족이라도 정체를 아는 사람은 거의 없다.
이브리스벨 아지즈
성우 - 타무라 무츠미
제2진조 직계 2세대 흡혈귀인 제9왕자. 외모는 흑발과 갈색 피부, 금색 눈동자를 가진 10대 초반 소년이지만, 수백년은 살아 있다.

### 혼돈 계역
재더 쿠쿨칸
성우 - 카와스미 아야코
제3진조 혼돈의 황녀 (케이오스 브라이드)
27구의 권수를 거느리고 재규어를 비롯한 무수한 화신으로 모습을 바꿀 수 있다. 겉모습은 보석 같은 연한 녹색 머리에 깊은 호수 같은 비취 눈동자를 가진 소녀지만 표범을 연상케 하는 인상을 풍긴다.

### 구신과 그 관계자
카인
성우 - 나미카와 다이스케
최초의 인간으로 하여 모든 마족의 조, 그리고 모든 인간과 마족의 천적인 존재이며, 제4 진조가 출현할 필요가 있다고 여겨지는 이유이기도 하다.
이토가미 메이가
성우 - 하나에 나츠키
예전에는 사자왕기관에서 무신구 개발에 종사하고 있었지만, 실험 중인 사고로 사망, 그 후 할아버지의 손에 의해 생전의 인격과 기억을 남긴채 소생해, 후지사카 토카의 감시를 조건으로 다시 무신구 개발에 종사하게 되었다.
야제 아키시게
성우 - 카나오 테츠오
인공섬관리공사 명예이사로 야제 모토키의 아버지.
그렌다
성우 - 와타다 미사키
용족 소녀. 평소에는 소녀의 모습을 하고 있지만 드래곤으로 변신할 수 있다.

### 그 외 인물
카스가야 시즈리 카스티엘라
성우 - 아이자와 사야
성단의 수녀 기사를 자칭하는 백발의 소녀.

## 서지 정보

### 소설(본편)
- 미쿠모 가쿠토(저) / 마냐코(일러스트) 《스트라이크 더 블러드》 아스키 미디어 웍스→KADOKAWA 〈전격문고〉, 전 22권
  1. 성자의 오른팔 2011년 5월 10일 초판 발행(같은 날 발매[10]), ISBN 978-4-04-870267-6
  2. 전왕의 사자 2011년 9월 10일 초판 발행(같은 날 발매[11]), ISBN 978-4-04-870752-7
  3. 천사의 불꽃 2012년 2월 10일 초판 발행(같은 날 발매[12]), ISBN 978-4-04-886274-5
  4. 푸른 마녀의 미궁 2012년 6월 10일 초판 발행(같은 날 발매[13]), ISBN 978-4-04-886633-0
  5. 관측자들의 연회 2012년 10월 10일 초판 발행(같은 날 발매[14]), ISBN 978-4-04-886899-0
  6. 연금술사의 귀환 2013년 2월 10일 초판 발행(같은 날 발매[15]), ISBN 978-4-04-891407-9
  7. 염광의 야백 2013년 4월 10일 초판 발행(같은 날 발매[16]), ISBN 978-4-04-891555-7
  8. 우인과 폭군 2013년 7월 10일 초판 발행(같은 날 발매[17]), ISBN 978-4-04-891750-6
  9. 흑의 검무 2013년 10월 10일 초판 발행(같은 날 발매[18]), ISBN 978-4-04-866023-5
  10. 검은 신왕의 신부 2014년 3월 8일 초판 발행(같은 날 발매[19]), ISBN 978-4-04-866428-8
  11. 도망치는 제4진조 2014년 9월 10일 초판 발행(같은 날 발매[20]), ISBN 978-4-04-866865-1
  12. 죄악의 신의 기사 2015년 2월 10일 초판 발행(같은 날 발매[21]), ISBN 978-4-04-869254-0
  13. 타르타로스의 장미 2015년 6월 10일 초판 발행(같은 날 발매[22]), ISBN 978-4-04-865191-2
  14. 황금의 나날 2015년 11월 10일 초판 발행(같은 날 발매[23]), ISBN 978-4-04-865503-3
  15. 진조 대전 2016년 5월 10일 초판 발행(같은 날 발매[24]), ISBN 978-4-04-865944-4
  16. 아지랑이의 성기사 2016년 12월 10일 초판 발행(같은 날 발매[25]), ISBN 978-4-04-892547-1
  17. 부러진 성창 2017년 6월 9일 초판 발행(같은 날 발매[26]), ISBN 978-4-04-892953-0
  18. 진설. 발큐리아의 왕국 2017년 11월 10일 초판 발행(같은 날 발매[27]), ISBN 978-4-04-893398-8
  19. 끝나지 않는 밤의 연회 2018년 11월 10일 초판 발행(같은 날 발매[28]), ISBN 978-4-04-912101-8
  20. 재회한 흡혈 공주 2019년 6월 8일 초판 발행(같은 날 발매[29]), ISBN 978-4-04-912517-7
  21. 열두 권수와 피의 종자들 2020년 1월 10일 초판 발행(같은 날 발매[30]), ISBN 978-4-04-912957-1
  22. 새벽의 개선 2020년 8월 7일 초판 발행(같은 날 발매[31]), ISBN 978-4-04-913268-7

### 소설(번외편)
- 미쿠모 가쿠토(저) / 마냐코(일러스트) 《스트라이크 더 블러드 APPEND》 KADOKAWA 〈전격문고〉, 전 3권
  1. 「人形師の遺産」2018년 1월 10일 초판 발행(같은 날 발매[32]), ISBN 978-4-04-893578-4
  2. 「彩昂祭の昼と夜」2018년 4월 10일 초판 발행(같은 날 발매[33]), ISBN 978-4-04-893793-1
  3. 2022년 6월 10일 초판 발행(같은 날 발매[34]), ISBN 978-4-04-914456-7
  4. 2023년 10월 10일 초판 발행(10월 6일 발매[35]), ISBN 978-4-04-915118-3

### 만화
- 미쿠모 가쿠토(저) / 마냐코(캐릭터 원안) / TATE(작화) 《스트라이크 더 블러드》 아스키 미디어 웍스→KADOKAWA 〈전격 코믹스〉, 전 10권
  1. 2012년 12월 15일 초판 발행(같은 날 발매[36]), ISBN 978-4-04-891279-2
  2. 2013년 5월 27일 초판 발행(같은 날 발매[37]), ISBN 978-4-04-891685-1
  3. 2013년 10월 26일 초판 발행(같은 날 발매[38]), ISBN 978-4-04-866015-0
  4. 2014년 3월 27일 초판 발행(같은 날 발매[39]), ISBN 978-4-04-866393-9
  5. 2014년 9월 27일 발매[40], ISBN 978-4-04-866834-7
  6. 2015년 3월 27일 발매[41], ISBN 978-4-04-869298-4
  7. 2015년 9월 26일 발매[42], ISBN 978-4-04-865352-7
  8. 2016년 4월 27일 발매[43], ISBN 978-4-04-865740-2
  9. 2016년 9월 27일 발매[44], ISBN 978-4-04-892370-5
  10. 2017년 3월 27일 발매[45], ISBN 978-4-04-892767-3
- 미쿠모 가쿠토(저) / 마냐코(캐릭터 원안) / 아카리 류류우(작화) 《스트라이크 더 블러드 여기는 사립 사이카이 학원 중등부》 KADOKAWA, 2020년 8월 7일 발매[46] ※전자서적

### 관련 서적
- 《미냐코 화집 스트라이크 더 블러드》 2015년 12월 22일 발매[47], ISBN 978-4-04-865616-0

## 애니메이션
TV 애니메이션은 AT-X 등에서 2013년 10월부터 2014년 3월까지 방송되었다. 2015년 11월부터 2022년 7월에 걸쳐 5기의 OVA 시리즈 총 37화로 원작 최종권까지 애니메이션화되었다.

### 스태프
|                                   | TV                                                    | OVA                          | OVA                          | OVA             | OVA             | OVA             | OVA               |
| 제1기                             | TV                                                    | 제2기                        | 제3기                        | SP              | 제4기           | 제5기           |                   |
| --------------------------------- | ----------------------------------------------------- | ---------------------------- | ---------------------------- | --------------- | --------------- | --------------- | ----------------- |
| 원작·구성 협력                    | 미쿠모 가쿠토                                         | 미쿠모 가쿠토                | 미쿠모 가쿠토                | 미쿠모 가쿠토   | 미쿠모 가쿠토   | 미쿠모 가쿠토   | 미쿠모 가쿠토     |
| 원작 일러스트· 캐릭터 디자인 원안 | 미냐코                                                | 미냐코                       | 미냐코                       | 미냐코          | 미냐코          | 미냐코          | 미냐코            |
| 감독                              | 야마모토 히데요                                       | 야마모토 히데요              | 야마모토 히데요              | 야마모토 히데요 | 야마모토 히데요 | 야마모토 히데요 | 야마모토 히데요   |
| 치프 디렉터                       | 사노 타카오                                           | 사노 타카오                  | 사노 타카오                  | -               | -               | -               | -                 |
| 시리즈 구성                       | 요시노 히로유키                                       | 요시노 히로유키              | 요시노 히로유키              | 요시노 히로유키 | 요시노 히로유키 | 요시노 히로유키 | 요시노 히로유키   |
| 캐릭터 디자인                     | 사노 케이이치                                         | 사노 케이이치                | 사노 케이이치                | 사노 케이이치   | 사노 케이이치   | 사노 케이이치   | 사노 케이이치     |
| 캐릭터 디자인                     | -                                                     | -                            | -                            | 후루카와 히데키 | 후루카와 히데키 | 후루카와 히데키 | 후루카와 히데키   |
| 메카닉 디자인                     | 아키타카 미카                                         | 아키타카 미카                | 아키타카 미카                | 아키타카 미카   | 아키타카 미카   | 아키타카 미카   | 아키타카 미카     |
| 프롭 디자인                       | 묘우친 우사쿠 이지마 케이코 에다마츠 키요시(제8~24화) | -                            | -                            | -               | -               | -               | -                 |
| 미술 감독                         | 와타나베 미치에                                       | 타이라 아이코                | 타이라 아이코                | 이범선          | 이범선          | 이범선          | 이범선            |
| 미술 감독                         | 와타나베 미치에                                       | 타이라 아이코                | 타이라 아이코                | 유환석          | -               | -               | -                 |
| 색채 설계                         | 타다노 유키코                                         | 타다노 유키코                | 타다노 유키코                | 타다노 유키코   | 타다노 유키코   | 타다노 유키코   | 타다노 유키코     |
| 촬영 감독                         | 히로오카 가쿠                                         | 히로오카 가쿠                | 히로오카 가쿠                | 히로오카 가쿠   | 히로오카 가쿠   | 히로오카 가쿠   | 히로오카 가쿠     |
| 3D 감독                           | 쿠마쿠라 치아키                                       | 쿠마쿠라 치아키              | 하마무라 토시로              | -               | -               | -               | -                 |
| 편집                              | 츠보네 켄타로                                         | 츠보네 켄타로                | 츠보네 켄타로                | 츠보네 켄타로   | 츠보네 켄타로   | 츠보네 켄타로   | 츠보네 켄타로     |
| 음향 감독                         | 아케타가와 진                                         | 아케타가와 진                | 아케타가와 진                | 아케타가와 진   | 아케타가와 진   | 아케타가와 진   | 아케타가와 진     |
| 음악                              | ASSUMED SOUNDS                                        | ASSUMED SOUNDS               | ASSUMED SOUNDS               | ASSUMED SOUNDS  | ASSUMED SOUNDS  | ASSUMED SOUNDS  | ASSUMED SOUNDS    |
| 음악 프로듀서                     | 코지마 타케루                                         | 코지마 타케루                | 코지마 타케루                | 코지마 타케루   | 코지마 타케루   | -               | 코지마 타케루     |
| 프로듀서                          | 나카야마 노부히로, 후쿠다 준                          | 나카야마 노부히로, 후쿠다 준 | 나카야마 노부히로, 후쿠다 준 | 카와세 코헤이   | 카와세 코헤이   | 카와세 코헤이   | 카와세 코헤이     |
| 프로듀서                          | 나카야마 노부히로, 후쿠다 준                          | 나카야마 노부히로, 후쿠다 준 | 나카야마 노부히로, 후쿠다 준 | 미야기 소지     | 미야기 소지     | 미야기 소지     | 오자와 후미히로   |
| 프로듀서                          | 유자와 히로유키                                       |                              |                              |                 |                 |                 |                   |
| 프로듀서                          | 카나니와 코즈에                                       | 카나니와 코즈에              | 카나니와 코즈에              | 카나니와 코즈에 | 카나니와 코즈에 | 카나니와 코즈에 | 소토카와 아키히로 |
| 프로듀서                          | 나카가와 지로 후지타 사토시 야마자키 후미키           | 후카오 사토시                | 야마자키 후미키              | 야마자키 후미키 | 야마자키 후미키 | 야마자키 후미키 | 후쿠다 사토시     |
| 애니메이션 제작 프로듀서          | 타베야 마사히로                                       | 타베야 마사히로              | 타베야 마사히로              | 타베야 마사히로 | 타베야 마사히로 | 타베야 마사히로 | 타베야 마사히로   |
| 애니메이션 제작 프로듀서          | -                                                     | -                            | -                            | 나카가와 지로   | 나카가와 지로   | 나카가와 지로   | 나카가와 지로     |
| 애니메이션 프로듀스               | barnum studio                                         | barnum studio                | barnum studio                | barnum studio   | barnum studio   | barnum studio   | barnum studio     |
| 애니메이션 제작                   | SILVER LINK.                                          | SILVER LINK.                 | SILVER LINK.                 | -               | -               | -               | -                 |
| 애니메이션 제작                   | CONNECT                                               |                              |                              |                 |                 |                 |                   |
| 제작                              | PROJECT STB                                           | PROJECT STB OVA              | PROJECT STB OVA              | PROJECT STB OVA | PROJECT STB OVA | PROJECT STB OVA | PROJECT STB OVA   |

### 주제가
TV 애니메이션
오프닝 테마
〈ストライク・ザ・ブラッド〉 (제2~7화, 제9~13화)
작사·작곡 - 키시다 / 편곡·노래 - 키시다 교단 & THE 아케보시 로켓
제1화에서는 엔딩 테마로 사용. 제12화는 삽입곡으로서 사용.
〈Fight 4 Real〉 (제14~23화)
작사 - 쿠로사키 마온 / 작사 - motsu / 작곡·편곡 - 야기누마 사토시 / 노래 - ALTIMA
BD/DVD판의 오프닝 애니메이션에는, 본 방송판에 없었던 신규 컷이 추가되었다.
엔딩 테마
〈Strike my soul〉 (제2~13화)
작사 - 무츠미 스미요 / 작곡 - 이토 츠바사 / 편곡 - 와타나베 타쿠야 / 노래 - 이구치 유카
〈signal〉 (제14~24화)
작사·작곡·노래- 와케시마 카논 / 편곡 - 치바 "naotyu-"나오키
OVA 1기
오프닝 테마 〈リトルチャームファング〉
작사·작곡 - 와타나베 쇼 / 편곡 - 사사키 유타카 / 노래 - 이구치 유카
엔딩 테마 〈君はソレイユ〉
작사·작곡·노래 - 와케시마 카논 / 편곡 - 후루카와 타카히로
OVA 2기
오프닝 테마 〈Blood on the EDGE〉
작사·작곡 - 키시다 / 편곡·노래 - 키시다 교단 & THE 아케보시 로켓
엔딩 테마 〈フォーチュンナンバー0405〉
작사 - 와케시마 카논 / 작곡 - 카요코 / 편곡 - 치바 "naotyu-"나오키 / 노래 - 히메라기 유키나(타네다 리사)
OVA 3기
오프닝 테마 〈Blood and Emotions〉
작사·작곡 - 키시다 / 편곡·노래 - 키시다교단 & The 아케보시로켓
엔딩 테마 〈LOVE STOIC〉
작사 - 쿠마노 키요미 / 작곡 - 야마다 타카히로 / 편곡 - 와타나베 타케시 / 노래 - 히메라기 유키나(타네다 리사)
OVA 4기
오프닝 테마 〈暁のカレイドブラッド〉
작사·작곡·편곡 - 키시다 / 노래 - 키시다교단 & The 아케보시로켓
엔딩 테마 〈Dear My Hero〉
노래 - 히메라기 유키나(타네다 리사)
OVA 5기
오프닝 테마 〈暁のカレイドブラッド〉
작사·작곡·편곡 - 키시다 / 노래 - 키시다교단 & The 아케보시로켓
엔딩 테마 〈Engagement ~約束~〉
노래 - 히메라기 유키나(타네다 리사)

### 방영 목록
| 화수   | 제목                                            | 제목 | 각본              | 그림 콘티                | 연출                                              | 작화 감독                                                                                               | 총작화 감독                 | 방송일          |
| ------ | ----------------------------------------------- | ---- | ----------------- | ------------------------ | ------------------------------------------------- | --- | --------------------------- | --------------- |
| 제1화  | 성자의 오른팔 편 The Right Arm Of The Saint     | Ⅰ    | 요시노 히로유키   | 야마모토 히데요          | 야마모토 히데요                                   | 타키모토 쇼코 아오키 리에                                                                               | 사노 케이이치               | 2013년 10월 4일 |
| 제2화  | 성자의 오른팔 편 The Right Arm Of The Saint     | Ⅱ    | 요시노 히로유키   | 야마모토 히데요          | 토쿠모토 요시노부                                 | 묘우친 우사쿠                                                                                           | 묘우친 우사쿠               | 10월 11일       |
| 제3화  | 성자의 오른팔 편 The Right Arm Of The Saint     | Ⅲ    | 요시노 히로유키   | 야마모토 히데요          | 릿센 히로토시                                     | 코이치 유카 사사키 유키에                                                                               | 사노 케이이치               | 10월 18일       |
| 제4화  | 성자의 오른팔 편 The Right Arm Of The Saint     | Ⅳ    | 요시노 히로유키   | 야마모토 히데요          | 릿센 히로토시 사노 타카오                         | 이지마 케이코 하라 유키 우지이에 요시히로                                                               | 사노 케이이치               | 10월 25일       |
| 제5화  | 전왕의 사자 편 From The Warlord's Empire        | Ⅰ    | 하나다 줏키       | 사노 타카오              | 히라무키 토모코 토쿠모토 요시노부                 | 타카이 리사 사이토 케이코                                                                               | 묘우친 우사쿠               | 11월 1일        |
| 제6화  | 전왕의 사자 편 From The Warlord's Empire        | Ⅱ    | 하나다 줏키       | 미야오 요시카즈          | 아키타야 노리아키                                 | 타키모토 쇼코 이마사토 케이코 하라 유키                                                                 | 사노 케이이치               | 11월 8일        |
| 제7화  | 전왕의 사자 편 From The Warlord's Empire        | Ⅲ    | 하나다 줏키       | 사사키 시노부            | 사사키 시노부 미야니시 테츠야                     | 타카이 리사 사이토 케이코                                                                               | 묘우친 우사쿠               | 11월 15일       |
| 제8화  | 전왕의 사자 편 From The Warlord's Empire        | Ⅳ    | 하나다 줏키       | 코야마 요시타카          | 이즈미 시로                                       | 하기와라 마사토 미야이 카나 타케모토 요시코 쿠라야 료타                                                 | 사노 케이이치               | 11월 22일       |
| 제9화  | 천사의 불꽃 편 The Amphisbaena                  | Ⅰ    | 요시노 히로유키   | 토쿠모토 요시노부        | 토쿠모토 요시노부                                 | 오쿠노 히로유키 타카이 리사 사이토 케이코                                                               | 묘우친 우사쿠               | 11월 29일       |
| 제10화 | 천사의 불꽃 편 The Amphisbaena                  | Ⅱ    | 요시노 히로유키   | 후쿠다 미치오            | 릿센 히로토시                                     | 사사키 유키에 코이치 유카 사카이 사토시                                                                 | 사노 케이이치               | 12월 6일        |
| 제11화 | 천사의 불꽃 편 The Amphisbaena                  | Ⅲ    | 요시노 히로유키   | 후쿠다 미치오            | 진보 마사토                                       | 야마요시 카즈유키 사와이리 유키 우지이에 요시히로 타카하시 켄 히라타 카즈야                             | 사노 케이이치               | 12월 13일       |
| 제12화 | 천사의 불꽃 편 The Amphisbaena                  | Ⅳ    | 요시노 히로유키   | 이이다 타카시            | 토쿠모토 요시노부 미야니시 테츠야 히라무키 토모코 | 사이토 케이코 나카니시 카즈야 타케모리 유카 와타나베 카나                                               | 사노 케이이치 묘우친 우사쿠 | 12월 20일       |
| 제13화 | 푸른 마녀의 미궁 편 Labyrinth Of The Blue Witch | Ⅰ    | 야스카와 쇼고     | 미야오 요시카즈          | 릿센 히로토시                                     | 사노 타카오 하라 유키 니와 노부노리                                                                     | 사노 케이이치               | 2014년 1월 10일 |
| 제14화 | 푸른 마녀의 미궁 편 Labyrinth Of The Blue Witch | Ⅱ    | 야스카와 쇼고     | 토쿠모토 요시노부        | 토쿠모토 요시노부                                 | 묘우친 우사쿠 사이토 케이코                                                                             | 사노 케이이치 묘우친 우사쿠 | 1월 17일        |
| 제15화 | 푸른 마녀의 미궁 편 Labyrinth Of The Blue Witch | Ⅲ    | 야스카와 쇼고     | 카와다 츠요시            | 이즈미 시로                                       | 하기와라 마사토 타케모토 요시코 쿠라야 료타                                                             | -                           | 1월 24일        |
| 제16화 | 관측자들의 연회 편 Fiesta For The Observers     | Ⅰ    | 요코타니 마사히로 | 이이다 타카시            | 토쿠모토 요시노부                                 | 사노 타카오 나카니시 카즈야 타케모리 유카 노미치 카요                                                   | 사노 케이이치 묘우친 우사쿠 | 1월 31일        |
| 제17화 | 관측자들의 연회 편 Fiesta For The Observers     | Ⅱ    | 요코타니 마사히로 | KONAYUKI                 | 진보 마사토                                       | 사노 케이이치 오오츠카 마이 타카하시 켄 후루야 케다마 아라키 유타카                                     | 사노 케이이치               | 2월 7일         |
| 제18화 | 관측자들의 연회 편 Fiesta For The Observers     | Ⅲ    | 요코타니 마사히로 | 야마모토 히데요          | 릿센 히로토시                                     | 타키모토 쇼코 하라 유키 니와 노부노리 카와구치 히로아키                                                 | 사노 케이이치               | 2월 14일        |
| 제19화 | 관측자들의 연회 편 Fiesta For The Observers     | Ⅳ    | 요코타니 마사히로 | 야마모토 히데요          | 토쿠모토 요시노부                                 | 사이토 케이코 타케모리 유카                                                                             | 사노 케이이치 묘우친 우사쿠 | 2월 21일        |
| 제20화 | 연금술사의 귀환 편 Return Of The Alchemist      | Ⅰ    | 요시노 히로유키   | 야마모토 히데요          | 야바나 카오루                                     | 사토 아야코 미즈노 타카히로 사이토 마사카즈 요시다 하지메 오가와 코지                                   | 사노 케이이치               | 2월 28일        |
| 제21화 | 연금술사의 귀환 편 Return Of The Alchemist      | Ⅱ    | 요시노 히로유키   | 야마모토 히데요          | 이즈미 시로                                       | 하기와라 마사토 타케모토 요시코 쿠라야 료타                                                             | -                           | 3월 7일         |
| 제22화 | 연금술사의 귀환 편 Return Of The Alchemist      | Ⅲ    | 요시노 히로유키   | 야마모토 히데요 KONAYUKI | 사노 타카오 키노시타 유키                         | 이모토 유키 오오츠카 마이 사노 타카오 나카니시 카즈야 하시모토 마키                                     | 사노 케이이치               | 3월 14일        |
| 제23화 | 아카츠키의 제국 편 Empire Of The Dawn           | Ⅰ    | 요시노 히로유키   | 야마모토 히데요          | 토쿠모토 요시노부                                 | 묘우친 우사쿠 사이토 케이코                                                                             | 묘우친 우사쿠               | 3월 21일        |
| 제24화 | 아카츠키의 제국 편 Empire Of The Dawn           | Ⅱ    | 요시노 히로유키   | 야마모토 히데요          | 릿센 히로토시                                     | 사노 케이이치 사노 타카오 니와 노부노리 하라 유키 이지마 케이코 하시모토 마키 이모토 유키 묘우친 우사쿠 | 사노 케이이치               | 3월 28일        |

| 화수      | 제목                                                          | 제목      | 각본            | 그림 콘티       | 연출                                  | 작화 감독 | 액션 작화 감독 | 총작화 감독                   |
| OVA 제1기 | OVA 제1기                                                     | OVA 제1기 | OVA 제1기       | OVA 제1기       | OVA 제1기                             | OVA 제1기 | OVA 제1기      | OVA 제1기                     |
| --------- | ------------------------------------------------------------- | --------- | --------------- | --------------- | ------------------------------------- | --- | -------------- | ----------------------------- |
| -         | 발큐리아 왕국편 Kingdom of The Valkyria                       | 전편      | 요시노 히로유키 | 야마모토 히데요 | 이즈미 시로                           | 하기와라 마사토 타케모토 요시코 쿠라야 료타 타나카 미호 | -              | 사노 케이이치                 |
| -         | 발큐리아 왕국편 Kingdom of The Valkyria                       | 후편      | 요시노 히로유키 | 야마모토 히데요 | 이즈미 시로 야마모토 히데요           | 하기와라 마사토 타케모토 요시코 쿠라야 료타 타나카 미호 이모토 유키 야마이누 마모루                                                                                    | -              | 사노 케이이치                 |
| OVA 제2기 |                                                               |           |                 |                 |                                       | |                |                               |
| 제1화     | 흑의 검무 편 Swords-Shaman of Shadow                          | Ⅰ         | 요시노 히로유키 | 야마모토 히데요 | 후쿠시마 요코                         | 하기와라 마사토 쿠라야 료타 이와타 요시미 미나미하라 요시코 | -              | 사노 케이이치                 |
| 제2화     | 흑의 검무 편 Swords-Shaman of Shadow                          | Ⅱ         | 요시노 히로유키 | 야마모토 히데요 | 이베 유시                             | 야시로 키미코 와카야마 마사시 타케모리 유카 | -              | 사노 케이이치                 |
| 제3화     | 흑의 검무 편 Swords-Shaman of Shadow                          | Ⅲ         | 요시노 히로유키 | 야마모토 히데요 | 코시바 준야                           | 하시모토 마키 무카이가와라 아키라 하야시 타카요시 | -              | 사노 케이이치                 |
| 제4화     | 도망치는 제4진조 편 The 4th Primogenitor on the run           | Ⅰ         | 요시노 히로유키 | 야마모토 히데요 | 토쿠모토 요시노부                     | 묘우친 우사쿠 나카니시 카즈야 | -              | 사노 케이이치                 |
| 제5화     | 도망치는 제4진조 편 The 4th Primogenitor on the run           | Ⅱ         | 요시노 히로유키 | 야마모토 히데요 | 이즈미 시로                           | 하시모토 마키 무카이가와라 아키라 하기와라 마사토 쿠스노키 토모코 사노 타카오                                                                                          | -              | 사노 케이이치                 |
| 제6화     | 죄악의 신의 기사 Knight of Sinful God                         | Ⅰ         | 요시노 히로유키 | 야마모토 히데요 | 이베 유시                             | 혼다 타츠오 타케모리 유카 이와사키 료 마츠모토 카츠지 야마모토 료스케                                                                                                  | -              | 사노 케이이치                 |
| 제7화     | 죄악의 신의 기사 Knight of Sinful God                         | Ⅱ         | 요시노 히로유키 | 야마모토 히데요 | 코시바 준야                           | 코카이 유지 한민기 하시모토 마키 오오히라 타케오 이와사키 료 우시노하마 유이 이토다 아카네 핫토리 켄지 오가와 이치로 무라카미 류노스케 토미타 토시유키 쿠리이 시게노리 | -              | 사노 케이이치                 |
| 제8화     | 죄악의 신의 기사 Knight of Sinful God                         | Ⅲ         | 요시노 히로유키 | 야마모토 히데요 | 이즈미 시로                           | 하시모토 마키 무카이가와라 아키라 하기와라 마사토 우시노하마 유이 하야세 마키코 하야시 타카요시                                                                        | -              | 사노 케이이치                 |
| OVA 제3기 |                                                               |           |                 |                 |                                       | |                |                               |
| 제1화     | 타르타로스의 장미 편 Tartaros-Roses                           | Ⅰ         | 요시노 히로유키 | 야마모토 히데요 | 코시바 준야                           | 하기와라 마사토 하야시 타카요시 | -              | 후루카와 히데키               |
| 제2화     | 타르타로스의 장미 편 Tartaros-Roses                           | Ⅱ         | 요시노 히로유키 | 야마모토 히데요 | 카도타 히데히코                       | 김택룡 | -              | 후루카와 히데키               |
| 제3화     | 타르타로스의 장미 편 Tartaros-Roses                           | Ⅲ         | 요시노 히로유키 | 야마모토 히데요 | 코시바 준야                           | 하기와라 마사토 하야시 타카요시 사노 타카오 | -              | 사노 케이이치 후루카와 히데키 |
| 제4화     | 황금의 나날 편 The Time Of My Life                            | Ⅰ         | 요시노 히로유키 | 야마모토 히데요 | 카도타 히데히코 아이케이 료타         | 김택룡 권용상 시마자키 노조무 | -              | 사노 케이이치 후루카와 히데키 |
| 제5화     | 황금의 나날 편 The Time Of My Life                            | Ⅱ         | 요시노 히로유키 | 야마모토 히데요 | 카도타 히데히코                       | 김택룡 권용상 리우 윤리우 하기와라 마사토 | -              | 사노 케이이치 후루카와 히데키 |
| 제6화     | 황금의 나날 편 The Time Of My Life                            | Ⅲ         | 요시노 히로유키 | 야마모토 히데요 | 코시바 준야                           | 권용상 탕 위안 지안 리우 윤리우 김택룡 하야시 타카요시 | -              | 사노 케이이치 후루카와 히데키 |
| 제7화     | 진조대전 편 The War Of Original Vampires                      | Ⅰ         | 요시노 히로유키 | 야마모토 히데요 | 카도타 히데히코                       | 권용상 | -              | 사노 케이이치 후루카와 히데키 |
| 제8화     | 진조대전 편 The War Of Original Vampires                      | Ⅱ         | 요시노 히로유키 | 야마모토 히데요 | 코시바 준야                           | 권용상 하기와라 마사토 사노 타카오 黃风 杨国福 STUDIO MASSKET | -              | 사노 케이이치 후루카와 히데키 |
| 제9화     | 진조대전 편 The War Of Original Vampires                      | Ⅲ         | 요시노 히로유키 | 야마모토 히데요 | 카도타 히데히코                       | 권용상 | -              | 사노 케이이치 후루카와 히데키 |
| 제10화    | 진조대전 편 The War Of Original Vampires                      | Ⅳ         | 요시노 히로유키 | 야마모토 히데요 | 코시바 준야 이베 유시 야마모토 히데요 | 사노 타카오 하야시 타카요시 하기와라 마사토 黃风 杨国福 | -              | 사노 케이이치 후루카와 히데키 |
| SP OVA    |                                                               |           |                 |                 |                                       | |                |                               |
| -         | 사라진 성창 편 Who Moved My Lance?                            | -         | 요시노 히로유키 | 와타나베 타카시 | 와타나베 타카시                       | 사노 타카오 하야시 타카요시 하기와라 마사토 미야타 나오미 니와 노부노리                                                                                                | 니와 노부노리  | 사노 케이이치 후루카와 히데키 |
| OVA 제4기 |                                                               |           |                 |                 |                                       | |                |                               |
| 제1화     | 양염의 성기사편 Paladiness Of Mirage                          | Ⅰ         | 요시노 히로유키 | 와타나베 타카시 | 와타나베 타카시                       | 미야타 나오미 카와조에 아키코 하야시 타카요시 사노 타카오 | 니와 노부노리  | 사노 케이이치 후루카와 히데키 |
| 제2화     | 양염의 성기사편 Paladiness Of Mirage                          | Ⅱ         | 요시노 히로유키 | 야마모토 히데요 | 타나카 마이클                         | 하기와라 마사토 니와 노부노리 孫偉 毛応星 김진영 | 니와 노부노리  | 사노 케이이치 후루카와 히데키 |
| 제3화     | 양염의 성기사편 Paladiness Of Mirage                          | Ⅲ         | 요시노 히로유키 | 야마모토 히데요 | 코시바 준야                           | 카와조에 아키코 하야시 타카요시 하기와라 마사토 Wang Qiqi Wang Yuechun Sun Peng                                                                                        | 니와 노부노리  | 사노 케이이치 후루카와 히데키 |
| 제4화     | 끝없는 밤의 연회편 Tournament In The Nightmare Night          | Ⅰ         | 요시노 히로유키 | 와타나베 타카시 | 와타나베 타카시 오타니 마사히토       | 미야타 나오미 카와조에 아키코 하야시 타카요시 하기와라 마사토 니와 노부노리 하라 유키 神筆馬良 김진영                                                                  | 니와 노부노리  | 사노 케이이치 후루카와 히데키 |
| 제5화     | 끝없는 밤의 연회편 Tournament In The Nightmare Night          | Ⅱ         | 요시노 히로유키 | 아이자와 카게츠 | 오타니 마사히토                       | 카와조에 아키코 하야시 타카요시 하기와라 마사토 니와 노부노리 王其琪 王悦春                                                                                            | 니와 노부노리  | 사노 케이이치 후루카와 히데키 |
| 제6화     | 끝없는 밤의 연회편 Tournament In The Nightmare Night          | Ⅲ         | 요시노 히로유키 | 야마모토 히데요 | 토쿠모토 요시노부                     | 카와조에 아키코 하야시 타카요시 하기와라 마사토 김진영 毛応星 | 니와 노부노리  | 사노 케이이치 후루카와 히데키 |
| 제7화     | 뱀파이어 공주의 부활편 Resurrection of Vampire Princess       | Ⅰ         | 요시노 히로유키 | 와타나베 타카시 | 오타니 마사히토                       | 카와조에 아키코 하야시 타카요시 하기와라 마사토 니와 노부노리 王其琪 周婧 何紫薇 郭婷                                                                                  | 니와 노부노리  | 사노 케이이치 후루카와 히데키 |
| 제8화     | 뱀파이어 공주의 부활편 Resurrection of Vampire Princess       | Ⅱ         | 요시노 히로유키 | 아이자와 카게츠 | 코시바 준야                           | 카와조에 아키코 하야시 타카요시 하기와라 마사토 니와 노부노리 김진영                                                                                                   | 니와 노부노리  | 사노 케이이치 후루카와 히데키 |
| 제9화     | 뱀파이어 공주의 부활편 Resurrection of Vampire Princess       | Ⅲ         | 요시노 히로유키 | 아이자와 카게츠 | 오타니 마사히토                       | 카와조에 아키코 하야시 타카요시 하기와라 마사토 니와 노부노리 王其琪 周婧 何紫薇 郭婷                                                                                  | 니와 노부노리  | 사노 케이이치 후루카와 히데키 |
| 제10화    | 12마리 권수와 피의 반려들편 Twelve Beasts and Blood Followers | Ⅰ         | 요시노 히로유키 | 야마모토 히데요 | 코시바 준야 토쿠모토 요시노부         | 카와조에 아키코 하야시 타카요시 하기와라 마사토 니와 노부노리 龍光 | 니와 노부노리  | 사노 케이이치 후루카와 히데키 |
| 제11화    | 12마리 권수와 피의 반려들편 Twelve Beasts and Blood Followers | Ⅱ         | 요시노 히로유키 | 야마모토 히데요 | 오타니 마사히토                       | 카와조에 아키코 하야시 타카요시 하기와라 마사토 니와 노부노리 龍光 明光                                                                                                | 니와 노부노리  | 사노 케이이치 후루카와 히데키 |
| 제12화    | 12마리 권수와 피의 반려들편 Twelve Beasts and Blood Followers | Ⅲ         | 요시노 히로유키 | 야마모토 히데요 | 코시바 준야                           | 카와조에 아키코 하야시 타카요시 하기와라 마사토 니와 노부노리 龍光 明光                                                                                                | 니와 노부노리  | 사노 케이이치 후루카와 히데키 |
| OVA 제5기 |                                                               |           |                 |                 |                                       | |                |                               |
| 제1화     | 새벽의 개선 Returning With Glory                              | Ⅰ         | 요시노 히로유키 | 야마모토 히데요 | 야마모토 스스무                       | 하야시 타카요시 하기와라 마사토 니와 노부노리 Studio Mindo | 니와 노부노리  | 사노 케이이치 후루카와 히데키 |
| 제2화     | 새벽의 개선 Returning With Glory                              | Ⅱ         | 요시노 히로유키 | 야마모토 히데요 | 이즈미 시로                           | 하야시 타카요시 하기와라 마사토 니와 노부노리 시마자키 노조무 reboot                                                                                                   | 니와 노부노리  | 사노 케이이치 후루카와 히데키 |
| 제3화     | 새벽의 개선 Returning With Glory                              | Ⅲ         | 요시노 히로유키 | 야마모토 히데요 | 야마모토 스스무                       | 하야시 타카요시 하기와라 마사토 니와 노부노리 카와조에 아키코 Studio Mindo                                                                                             | 니와 노부노리  | 사노 케이이치 후루카와 히데키 |
| 제4화     | 새벽의 개선 Returning With Glory                              | Ⅳ         | 요시노 히로유키 | 야마모토 히데요 | 야마모토 히데요                       | 하야시 타카요시 하기와라 마사토 니와 노부노리 카와조에 아키코 reboot                                                                                                   | 니와 노부노리  | 사노 케이이치 후루카와 히데키 |

### 내용주
1. ↑  호리에 쇼타, 아키즈키 스스무, 치바 "naotyu-" 나오키, 사이토 유키, 키쿠치 료타[53]
2. ↑  워너 홈 비디오&디지털 디스트리뷰션, KADOKAWA 아스키 미디어 웍스, SILVER LINK., 쇼게이트, KLOCKWORX, AT-X, 무빅
3. ↑  워너 브라더스 홈 엔터테인먼트, KADOKAWA 아스키 미디어 웍스, SILVER LINK., 하쿠호도 DY 뮤직&픽처스, KLOCKWORX, 무빅
4. ↑  워너 브라더스 재팬, KADOKAWA, 하쿠호도 DY 뮤직&픽처스, KLOCKWORX, 무빅

### 참조주
1. 1 2  《このライトノベルがすごい！2016》. 宝島社. 2015년 12월 5일 제1쇄 발행. 154쪽. ISBN 978-4-8002-4766-7.
2. ↑  “シリーズ累計発行部数”. 《ラノベニュースオンライン》. 2022년 12월 4일에 확인함.
3. ↑  “三雲岳斗のラノベ「ストライク・ザ・ブラッド」マンガ化” (일본어). Natalie. 2012년 6월 27일. 2014년 8월 6일에 확인함.
4. 1 2 3 4 5 6 7  “ストライク・ザ・ブラッド（ストブラ）｜アニメ声優・キャラクター・登場人物・2013秋アニメ最新情報一覧”. 《アニメイトタイムズ》. 2023년 5월 28일에 확인함.
5. 1 2 3 4 5  “OVA ストライク・ザ・ブラッド｜OVAキャスト・最新情報一覧”. 《アニメイトタイムズ》. 2023년 5월 28일에 확인함.
6. 1 2 3  “OVA ストライク・ザ・ブラッド FINAL｜OVAキャスト・最新情報一覧”. 《アニメイトタイムズ》. 2023년 5월 28일에 확인함.
7. 1 2 3  “OVA ストライク・ザ・ブラッドIII｜OVAキャスト・最新情報一覧”. 《アニメイトタイムズ》. 2023년 5월 28일에 확인함.
8. ↑  “OVA ストライク・ザ・ブラッド 消えた聖槍篇｜OVAキャスト・最新情報一覧”. 《アニメイトタイムズ》. 2023년 5월 28일에 확인함.
9. ↑  “OVA ストライク・ザ・ブラッドIV｜OVAキャスト・最新情報一覧”. 《アニメイトタイムズ》. 2023년 5월 28일에 확인함.
10. ↑  “ストライク・ザ・ブラッド1 聖者の右腕”. KADOKAWA. 2022년 12월 4일에 확인함.
11. ↑  “ストライク・ザ・ブラッド2 戦王の使者”. KADOKAWA. 2022년 12월 4일에 확인함.
12. ↑  “ストライク・ザ・ブラッド3 天使炎上”. KADOKAWA. 2022년 12월 4일에 확인함.
13. ↑  “ストライク・ザ・ブラッド4 蒼き魔女の迷宮”. KADOKAWA. 2022년 12월 4일에 확인함.
14. ↑  “ストライク・ザ・ブラッド5 観測者たちの宴”. KADOKAWA. 2022년 12월 4일에 확인함.
15. ↑  “ストライク・ザ・ブラッド6 錬金術師の帰還”. KADOKAWA. 2022년 12월 4일에 확인함.
16. ↑  “ストライク・ザ・ブラッド7 焔光の夜伯”. KADOKAWA. 2022년 12월 4일에 확인함.
17. ↑  “ストライク・ザ・ブラッド8 愚者と暴君”. KADOKAWA. 2022년 12월 4일에 확인함.
18. ↑  “ストライク・ザ・ブラッド9 黒の剣巫”. KADOKAWA. 2022년 12월 4일에 확인함.
19. ↑  “ストライク・ザ・ブラッド10 冥き神王の花嫁”. KADOKAWA. 2022년 12월 4일에 확인함.
20. ↑  “ストライク・ザ・ブラッド11 逃亡の第四真祖”. KADOKAWA. 2022년 12월 4일에 확인함.
21. ↑  “ストライク・ザ・ブラッド12 咎神の騎士”. KADOKAWA. 2022년 12월 4일에 확인함.
22. ↑  “ストライク・ザ・ブラッド13 タルタロスの薔薇”. KADOKAWA. 2022년 12월 4일에 확인함.
23. ↑  “ストライク・ザ・ブラッド14 黄金の日々”. KADOKAWA. 2022년 12월 4일에 확인함.
24. ↑  “ストライク・ザ・ブラッド15 真祖大戦”. KADOKAWA. 2022년 12월 4일에 확인함.
25. ↑  “ストライク・ザ・ブラッド16 陽炎の聖騎士”. KADOKAWA. 2022년 12월 4일에 확인함.
26. ↑  “ストライク・ザ・ブラッド17 折れた聖槍”. KADOKAWA. 2022년 12월 4일에 확인함.
27. ↑  “ストライク・ザ・ブラッド18 真説・ヴァルキュリアの王国”. KADOKAWA. 2022년 12월 4일에 확인함.
28. ↑  “ストライク・ザ・ブラッド19 終わらない夜の宴”. KADOKAWA. 2022년 12월 4일에 확인함.
29. ↑  “ストライク・ザ・ブラッド20 再会の吸血姫”. KADOKAWA. 2022년 12월 4일에 확인함.
30. ↑  “ストライク・ザ・ブラッド21 十二眷獣と血の従者たち”. KADOKAWA. 2022년 12월 4일에 확인함.
31. ↑  “ストライク・ザ・ブラッド22 暁の凱旋”. KADOKAWA. 2022년 12월 4일에 확인함.
32. ↑  “ストライク・ザ・ブラッド APPEND1 人形師の遺産”. KADOKAWA. 2022년 12월 4일에 확인함.
33. ↑  “ストライク・ザ・ブラッド APPEND2 彩昂祭の昼と夜”. KADOKAWA. 2022년 12월 4일에 확인함.
34. ↑  “ストライク・ザ・ブラッド APPEND3”. KADOKAWA. 2022년 12월 4일에 확인함.
35. ↑  “ストライク・ザ・ブラッド APPEND4”. KADOKAWA. 2023년 10월 8일에 확인함.
36. ↑  “ストライク・ザ・ブラッド 1（作画）”. KADOKAWA. 2022년 12월 4일에 확인함.
37. ↑  “ストライク・ザ・ブラッド 2（作画）”. KADOKAWA. 2022년 12월 4일에 확인함.
38. ↑  “ストライク・ザ・ブラッド 3（作画）”. KADOKAWA. 2022년 12월 4일에 확인함.
39. ↑  “ストライク・ザ・ブラッド 4（作画）”. KADOKAWA. 2022년 12월 4일에 확인함.
40. ↑  “ストライク・ザ・ブラッド 5（作画）”. KADOKAWA. 2022년 12월 4일에 확인함.
41. ↑  “ストライク・ザ・ブラッド 6（作画）”. KADOKAWA. 2022년 12월 4일에 확인함.
42. ↑  “ストライク・ザ・ブラッド 7（作画）”. KADOKAWA. 2022년 12월 4일에 확인함.
43. ↑  “ストライク・ザ・ブラッド 8（作画）”. KADOKAWA. 2022년 12월 4일에 확인함.
44. ↑  “ストライク・ザ・ブラッド 9（作画）”. KADOKAWA. 2022년 12월 4일에 확인함.
45. ↑  “ストライク・ザ・ブラッド 10（作画）”. KADOKAWA. 2022년 12월 4일에 확인함.
46. ↑  “ストライク・ザ・ブラッド こちら彩海学園中等部”. KADOKAWA. 2022년 12월 4일에 확인함.
47. ↑  “マニャ子画集 ストライク・ザ・ブラッド”. KADOKAWA. 2022년 12월 4일에 확인함.
48. ↑  “OVA ストライク・ザ・ブラッドII｜OVAキャスト・最新情報一覧”. 《アニメイトタイムズ》. 2023년 5월 28일에 확인함.
49. ↑  “OVA ストライク・ザ・ブラッドIII｜OVAキャスト・最新情報一覧”. 《アニメイトタイムズ》. 2023년 5월 28일에 확인함.
50. ↑  “OVA ストライク・ザ・ブラッド 消えた聖槍篇｜OVAキャスト・最新情報一覧”. 《アニメイトタイムズ》. 2023년 5월 28일에 확인함.
51. ↑  “OVA ストライク・ザ・ブラッドIV｜OVAキャスト・最新情報一覧”. 《アニメイトタイムズ》. 2023년 5월 28일에 확인함.
52. ↑  “アニメ『ストライク・ザ・ブラッド』本篇完結までを描くOVA「FINAL」の制作が決定＆制作決定記念PVが公開！　細谷佳正さん、種田梨沙さんをはじめとする総勢10名の出演声優のコメントが到着”. 《アニメイトタイムズ》. 2021년 6월 30일. 2021년 6월 30일에 확인함.
53. ↑  “作品データベース検索サービス”. 일본음악저작권협회. 2016년 11월 24일에 확인함.